# KK Ulcinj
El KK Ulcinj (Cirílico: КК Улцињ) es un club de baloncesto profesional de la ciudad de Ulcinj, que milita en la Erste Liga, la máxima categoría del baloncesto montenegrino y en la Balkan League. Disputa sus partidos en el JU Gimnazija, con capacidad para 1100 espectadores.

## Posiciones en liga
|  | - 2007: 3º - 2008: 7º - 2009: 3º - 2010: 4º - 2011: 4º - 2012: 5º | - 2013: 4º - 2014: 10º - 2015: 7º - 2016: 4º |

## KK Ulcinj en la Balkan League
| Equipo            | 2010/2011             | 2011/2012     |
| Feni Industries   |                       | 53-59 / 81-80 |
| Hapoel Tel Aviv   | No participó          | 0-20 / 75-68  |
| Đuro Đaković      | 95-88 / 64-67         | No participó  |
| Levski Sofia      | 70-75 / 81-58         | 73-75 / 20-0  |
| Mornar            | 80-68 / 69-60 / 77-69 |               |
| Napredak Kruševac | No participó          | 0-20 / 73-72  |
| OKK Beograd       | 87-79 / 82-66         |               |
| Zrinjski          | 89-82 / 82-79         | 69-82 / 60-62 |
| Posición          | 5º                    | 12º           |
| Resultado         | (5-6)                 | (1-9)         |

## Jugadores destacados
| - Sokol Kasmi - Celis Taflaj - Radoje Djurkovic - Elmir Forto - Ivan Jankovic - Srđan Stanić (baloncestista nacido en 1984) - Nedeljko Bogdanovic - Vladimir Dašić - Gordon Glomazic - Rade Ivanovic - Damjan Kandic - Miloš Komatina - Boris Lalovic | - Dragomir Marojević - Goran Martinić - Miloš Pajovic - Bojan Pelkic - Marko Popović (baloncestista de 1985) - Miloš Popović - Aleksandar Radulović - Marko Sekulic - Nikola Vučurović - Mirza Sarajlija - Srđan Đurić - Nenad Grujo - Aleksandar Ivanovic | - Nikola Jeftic - Nemanja Kovačević - Slobodan Lalić - Saša Mihajlović - Dušan Milošević - Zoran Milovic - Danilo Mitrovic - Nemanja Paunovic - Miloš Petković - Miljan Radisavljević - Aleksandar Radulović - Danilo Sibalic - Nikola Socanac | - Sasa Stefanovic - Slaven Svitlica - Siniša Tepavčević - Dragan Timotic - Mirko Tokalic - Adnan Köroğlu - Maurice Foster - Paul Kirkpatrick - Spenser Mitchell - Goran Tomić - Davor Barovic - Rajko Malović - Slobodan Tošić |